# Kinky Friedman
Pour les articles homonymes, voir Friedman.
Richard Samet Friedman, dit Kinky Friedman, né le 31 octobre 1944 à Chicago (Illinois) et mort le 27 juin 2024 à Medina (Texas), est un chanteur, auteur-compositeur, romancier, chroniqueur au magazine Texas Monthly et homme politique américain. 
À l'élection de 2006, il est l'un de deux candidats indépendants au poste de gouverneur du Texas. Avec 12,6 % des voix, Friedman s'est classé en quatrième position dans la course à six. Surnommé le « Frank Zappa de la country », il joue dans divers films d'horreur, dont Massacre à la tronçonneuse 2, avant de commencer à écrire en 1986. Il s'impose très vite par son originalité, étant l'un des rares auteurs de romans policiers à pratiquer l'auto-fiction avec une telle constance. Il a conquis un public éclectique, de l'ancien président Clinton à la romancière Fred Vargas qui le revendiquent comme l'un de leurs écrivains préférés.

## Biographie
Fils du Dr S. Thomas Friedman, professeur d'université, et de Minnie Samet Friedman, il naît à Chicago, et sa famille déménage dans un ranch au Texas durant son enfance. Dès son très jeune âge, il développe un grand intérêt pour la musique et les échecs. À l'âge de sept ans, il est choisi pour faire partie d'un groupe de cinquante joueurs d'échecs locaux qui tentent de vaincre le grand maître américain Samuel Reshevsky lors de cinquante matches simultanés à Houston. Reshevsky remporte chacune des cinquante parties, Friedman étant de loin le plus jeune compétiteur.
Il fait ses études à l'Université du Texas à Austin et obtient son baccalauréat en psychologie en 1966. C'est lors de sa première année à l'université qu'il acquiert le surnom de « Kinky » en référence à ses cheveux frisés. Friedman sert alors pendant deux ans dans le Peace Corps à Bornéo.
Kinky Friedman vit au Echo Hill Ranch, le camp d'été familial près de Kerrville (Texas). Il est également le fondateur de Utopia Animal Rescue Ranch, dont la mission est de soigner les animaux errants, blessés, âgés et qui ont été victimes d'abus ; plus de 1 000 chiens ont été sauvés de l'euthanasie.

### Carrière musicale

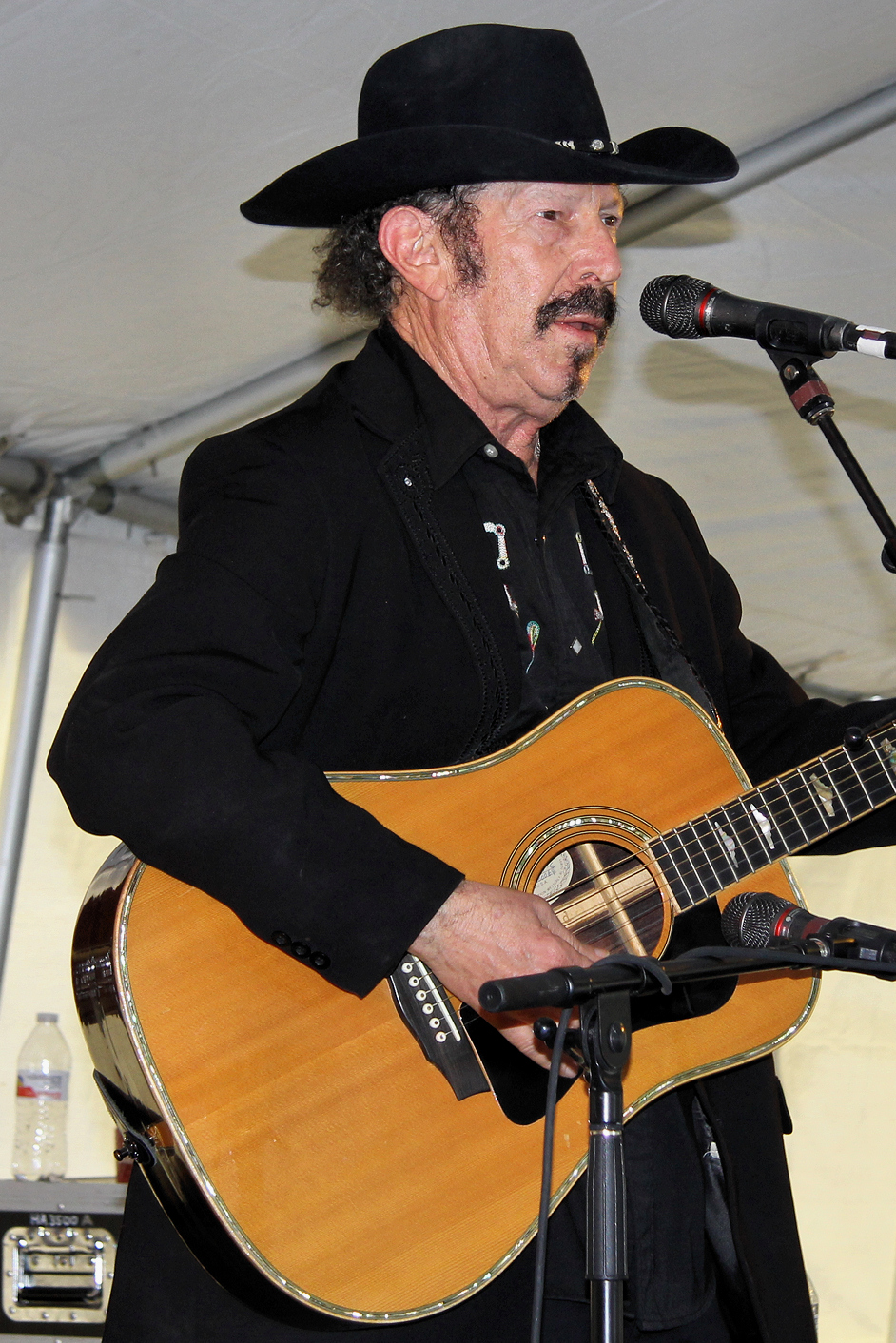
Kinky Friedman en 2013.

Kinky Friedman fonde son premier groupe de musique, King Arthur & the Carrots, lorsqu'il est étudiant à l'Université du Texas. Le groupe — qui se moque de la musique surf — enregistre seulement un single en 1966 (Schwinn 24/Beach Party Boo Boo).
En 1971, Kinky Friedman forme son deuxième groupe, Kinky Friedman and The Texas Jewboys. Conformément à la nature satirique du groupe, chaque membre portait un surnom comique : en plus de Kinky, il y avait Little Jewford, Big Nig, Panama Red, Rainbow Colours et Snakebite Jacobs. Le père de Friedman proteste contre le nom du groupe, le qualifiant de « chose négative, hostile et étrange », qui ne fait que donner une raison de plus à Friedman de garder ce nom.
Son répertoire mélange la critique sociale (We Reserve The Right To Refuse Service To You) et les ballades sentimentales (Western Union Wire) avec de l'humour osé (Get Your Biscuits In The Oven and Your Buns In Bed). Sa chanson Ride'em Jewboy est un long hommage aux victimes de l'Holocauste. Il confronte le racisme et l'antisémitisme dans la chanson They Ain't Making Jews Like Jesus Anymore, dans laquelle un Kinky fictif démolit un raciste blanc ivre qui insulte les Afro-Américains, les Juifs et les Grecs dans un bar. Il a participé à la Rolling Thunder Revue de Bob Dylan au printemps de 1976.

### Écrivain
Après un ralentissement de sa carrière musicale dans les années 1980, Kinky Friedman se convertit en auteur de romans policiers. Ses livres partagent certaines ressemblances avec sa musique, mettant en vedette une version fictive de lui-même, nommé Kinkster Friedman, dit « Kinky » : « un détective privé new-yorkais » qui enquête sur des crimes à New York, offrant blagues, sagesse, charme texan et whiskey irlandais en quantités à peu près égales. Cet « ancien chanteur country qui fume toute la journée des cigares jamaïcains et considère l'existence avec une certaine nonchalance, [...] joue au détective, assisté de son ami Ratso, une sorte de Watson qui lui sert surtout de garde du corps ». Les romans de la série sont écrits dans un style direct inspiré de Raymond Chandler. Il a également écrit quelques romans qui ne mettent pas en vedette le personnage de Kinky Friedman. Friedman écrit également une chronique régulière pour le magazine Texas Monthly depuis avril 2001, bien qu'elle ait été suspendue durant sa campagne au poste de gouverneur du Texas ; son dernier essai est paru dans le numéro de mars 2005. Deux livres ont été publiés réunissant certains de ses écrits hors du domaine de la fiction, ainsi que certains non publiés auparavant : Scuse Me While I Whip This Out et Texas Hold'em. Il a publié un journal de voyage (The Great Psychadelic Armadillo Picnic) et un guide de l'étiquette.

### Politique
En 2004, Kinky Friedman lance une campagne sérieuse, quoique haute en couleur, pour être élu gouverneur du Texas en 2006, à l'aide de slogans tels que How Hard Could It Be? (Ça ne peut pas être si difficile que ça) et Why The Hell Not? (Diable, pourquoi pas ?) et Mon gouverneur est un cowboy juif. Il espère suivre les traces de Jesse Ventura, Arnold Schwarzenegger et Ronald Reagan, qui ont tous quitté le monde du divertissement pour devenir gouverneurs de leurs États. Sa campagne ressemble d'ailleurs à celle de Jesse Ventura par son populisme. Le 11 mai 2006, il soumet sa candidature à l'élection de novembre ; il avait réussi à récolter plus du double des 45 540 signatures requises pour valider sa candidature. Il apparaîtra sur le bulletin sous le nom de Richard « Kinky » Friedman. Friedman propose de diviser la frontière avec le Mexique en cinq sections et de donner la responsabilité pour chaque section à un général mexicain. Une fiducie de 1 million $ serait créée pour chaque général. « Chaque fois qu'une personne traverse la frontière illégalement, nous enlevons 5000 $ de la fiducie. » Le plan de Friedman, baptisé Plan des cinq généraux mexicains, vise à économiser de l'argent, et mettre la responsabilité de la sécurisation de la frontière sur le gouvernement mexicain plutôt que le gouvernement américain en donnant un incitatif financier. Kinky Friedman appuie le mariage homosexuel ; il promet d'abolir toute interdiction de fumer s'il est élu. 
Les sondages montrent fréquemment les appuis de Kinky Friedman se situant entre 15 et 20 % à l'échelle de l'État. Étant donné qu'il courtise ouvertement les électeurs peu enclins à exercer leur droit de vote, son niveau d'appui réel peut varier énormément avec les résultats publiés. S'il avait remporté l'élection, Kinky Friedman aurait été le premier candidat indépendant élu à ce poste depuis Sam Houston en 1859, ainsi que le premier gouverneur juif de l'État. Un sondage de la firme Rasmussen le 3 août 2006 montrait 18 % d'appuis pour Friedman, derrière le gouverneur républicain sortant Rick Perry, qui récolte 35 % d'appuis, et à égalité avec la candidate indépendante Carole Keeton Strayhorn et le démocrate Chris Bell, qui récoltent tous deux 18 %. Un autre sondage, effectué le 19 septembre par la firme SurveyUSA le place désormais en 2e position avec 23 % des intentions de vote, derrière le républicain Rick Perry qui récolte 35 % et devant le candidat démocrate Chris Bell et l'indépendante Carole Keeton Strayhorn, qui recevaient tous deux 15 % des intentions de vote. Le jour de l'élection, le 7 novembre 2006, Friedman est défait par une large marge, recevant moins de 13 % du vote populaire dans la course à cinq. Mi-décembre 2009, Kinky Friedman annonce, sur son site, qu'il est candidat démocrate au poste de commissaire à l'agriculture lors des prochaines élections générales au Texas, en novembre 2010.

## Discographie
- Sold American (1973)
- Kinky Friedman (1974)
- Lasso From El Paso (1976)
- Live From The Lone Star Cafe (1982)
- Under the Double Ego (1983)
- Old Testaments and New Revelations (1992)
- From One Good American To Another (1995)
- Classic Snatches from Europe (2000)
- Mayhem Aforethought (2005)
- They Ain't Makin' Jews Like Jesus Anymore (2005)
- The Last of the Jewish Cowboys: The Best Of (2006)
- Shout! Factory (2007)
- Live from Austin, Texas (2013)
- Lost And Found : The Famous Living Room Tape, 1970 - Kinky Friedman and the Texas Jewboys (2015)
- The Loneliest Man I Ever Met (2016)
- Resurrected - paru sans label (2018)
- Circus of Life (2018)

## Publications

### Romans

#### SérieKinky Friedman
- Greenwich Killing Time (1986,  (ISBN 0688064094)) Publié en français sous le titre Meurtre à Greenwich Village, traduit par Frank Reichert, Paris, Rivages, coll. « Rivages/Noir » no 62, 1989  (ISBN 2-86930-213-4)
- A Case of Lone Star (1987,  (ISBN 0517694271)) Publié en français sous le titre Meurtre au Lone Star Café, traduit par Frank Reichert, Paris, Rivages, coll. « Rivages/Noir » no 151, 1993  (ISBN 2-86930-637-7)
- When the Cat's Away (1988,  (ISBN 0517075644)) Publié en français sous le titre Quand le chat n'est pas là, traduit par Frank Reichert, Paris, Rivages, coll. « Rivages/Noir » no 108, 1991  (ISBN 2-86930-403-X)
- Frequent Flyer (1989,  (ISBN 0688081665)) Publié en français sous le titre Le Vieux Coup de la sauterelle, traduit par Frank Reichert, Paris, Rivages, coll. « Rivages/Noir » no 197, 1994  (ISBN 2-86930-834-5)
- Musical Chairs (1991,  (ISBN 0688091482))
- Elvis, Jesus and Coca-Cola (1993,  (ISBN 0671869221)) Publié en français sous le titre Elvis, Jésus et Coca-cola, traduit par Frank Reichert, Paris, Rivages, coll. « Rivages/Noir » no 264, 1997  (ISBN 2-7436-0179-5)
- Armadillos and Old Lace (1994,  (ISBN 067186923X))
- God Bless John Wayne (1995,  (ISBN 0684810514)) Publié en français sous le titre Dieu bénisse John Wayne, traduit par Frank Reichert, Paris, Rivages, coll. « Rivages/Noir » no 348, 2000  (ISBN 2-7436-0600-2)
- The Love Song of J. Edgar Hoover (1996,  (ISBN 0684803771)) Publié en français sous le titre Le Chant d'amour de J. Edgar Hoover, traduit par Frank Reichert, Paris, Rivages, coll. « Rivages/Noir » no 507, 2004  (ISBN 2-7436-1226-6)
- Roadkill (1997,  (ISBN 068480378X)) Publié en français sous le titre N. le maudit, traduit par Frank Reichert, Paris, Rivages, coll. « Rivages/Noir » no 385, 2001  (ISBN 2-7436-0756-4)
- Blast From the Past (1998,  (ISBN 0684803798)) Publié en français sous le titre Passé imparfait, traduit par Frank Reichert, Paris, Rivages, coll. « Rivages/Noir » no 644, 2007  (ISBN 978-2-7436-1678-6)
- Spanking Watson (1999,  (ISBN 0684850613)) Publié en français sous le titre Une fessée pour Watson, traduit par Frank Reichert, Paris, Rivages, coll. « Rivages/Noir » no 720, 2009  (ISBN 978-2-7436-1950-3)
- The Mile High Club (2000,  (ISBN 068486486X)) Publié en français sous le titre La Fille à la valise, traduit par Frank Reichert, Paris, Rivages, coll. « Rivages/Noir » no 956, 2014  (ISBN 978-2-7436-2743-0)
- Steppin' on a Rainbow (2001,  (ISBN 0684864878))
- Meanwhile Back at the Ranch (2002,  (ISBN 0684864886))
- Prisoner of Vandam Street (2004,  (ISBN 0743246020))
- The Christmas Pig: a Very Kinky Christmas (2006)

#### Autres romans
- Kill Two Birds and Get Stoned (2003,  (ISBN 006620979X))
- Curse of the Missing Puppethead (2003,  (ISBN 0970238363))
- The Great Psychedelic Armadillo Picnic (2004,  (ISBN 1400050707))
- Ten Little New Yorkers (2005,  (ISBN 0743246039))

### Recueil de nouvelles
- The Kinky Friedman Crime Club (1993)

### Autres publications
- Kinky Friedman's Guide to Texas Etiquette (2002,  (ISBN 0060935359))
- 'Scuse Me While I Whip This Out (2004,  (ISBN 0060539755))
- Texas Hold'em (2005,  (ISBN 031233155X))
- Cowboy Logic: the Wit and Wisdom of Kinky Friedman (2006), ouvrage collectif
- You Can Lead a Politician to Water, But You Can't Make Him Think: the Ten Commandements for Texas Politics (2007)
- What Would Kinky Do?: How to Unscrew a Screwed-Up World (2008)
- Heroes of a Texas Childhood (2009)
- Linky's Celebrity Pet Files (2009)
- Drinker With a Writing Problem: The Texas Monthly Colums (2011)
- The Billy Bob Tapes (2012), en collaboration avec Billy Bob Thornton

## Filmographie

### Cinéma
- 1987 : Massacre à la tronçonneuse 2 : le commentateur sportif.

## Source
- Claude Mesplède, Dictionnaire des littératures policières, vol. 1 : A - I, Nantes, Joseph K, coll. « Temps noir », 2007, 1054 p. (ISBN 978-2-910-68644-4, OCLC 315873251), p. 790-791.